# Джермантаун (Огайо)
Джермантаун (англ. Germantown) — місто (англ. city) в США, в окрузі Монтгомері штату Огайо. Населення — 5796 осіб (2020).

## Географія
Джермантаун розташований за координатами 39°37′57″ пн. ш. 84°21′53″ зх. д. / 39.63250° пн. ш. 84.36472° зх. д. (39.632534, -84.364688).  За даними Бюро перепису населення США в 2010 році місто мало площу 11,04 км², уся площа — суходіл.

## Демографія
Згідно з переписом 2010 року, у селищі мешкало 5547 осіб у 2142 домогосподарствах у складі 1584 родин. Густота населення становила 502 особи/км².  Було 2328 помешкань (211/км²).
Расовий склад населення:
| - 97,5 % — білих - 0,8 % — чорних або афроамериканців - 0,5 % — азіатів - 0,2 % — корінних американців |

До двох чи більше рас належало 0,8 %. Частка іспаномовних становила 1,2 % від усіх жителів.
За віковим діапазоном населення розподілялося таким чином: 27,3 % — особи молодші 18 років, 59,6 % — особи у віці 18—64 років, 13,1 % — особи у віці 65 років та старші. Медіана віку мешканця становила 37,5 року. На 100 осіб жіночої статі у селищі припадало 92,5 чоловіків;  на 100 жінок у віці від 18 років та старших — 90,6 чоловіків також старших 18 років.
Середній дохід на одне домашнє господарство  становив 92 069 доларів США (медіана — 54 391), а середній дохід на одну сім'ю — 73 596 доларів (медіана — 61 792). Медіана доходів становила 53 961 долар для чоловіків та 34 917 доларів для жінок. За межею бідності перебувало 14,2 % осіб, у тому числі 27,0 % дітей у віці до 18 років та 6,6 % осіб у віці 65 років та старших.
Цивільне працевлаштоване населення становило 2512 особи. Основні галузі зайнятості: освіта, охорона здоров'я та соціальна допомога — 28,3 %, роздрібна торгівля — 14,5 %, виробництво — 13,7 %.